# Atypophthalmus andringitrae
Atypophthalmus andringitrae är en tvåvingeart som först beskrevs av Alexander 1965.  Atypophthalmus andringitrae ingår i släktet Atypophthalmus och familjen småharkrankar.
Artens utbredningsområde är Madagaskar. Inga underarter finns listade i Catalogue of Life.